# Titlo

Title au dessus d’un dé représentant le nombre 4.

Le titlo ‹ ◌҃ › est un diacritique de l'alphabet cyrillique utilisé dans les manuscrits anciens ou dans l’écriture du slavon d’église.
Il a la forme d’un trait en zigzag ou parfois en forme de crochet angulaire, et est placé au dessus de la lettre, indiquant une abréviation ou un nombre. Il peut aussi s’étendre sur plus d’une lettre.

## Utilisation
Le titlo est utilisé pour distinguer les nombres cyrilliques des lettres.
Il est aussi utilisé comme marque abréviative ou comme signe de correction indiquant des lettres manquantes.